# Bataille de Yamen
Conquête mongole de l'empire des Song
Batailles
Forteresse de Diaoyu (en), Xiangyang, Dingjiazhou, Yamen
La bataille navale de Yamen, également connue sous le nom de la bataille navale du mont Ya (Yashan), a eu lieu le 19 mars 1279 et est considérée comme le dernier combat des derniers Songs contre l'empereur Khubilai, qui avait déjà reçu la reddition et le grand sceau d'empire des mains de l'impératrice régnante, à Hangzhou en février 1276. Bien que combattant à un contre dix, la marine Yuan de Zhang Hongfan remporte une écrasante victoire, annihilant les derniers restes de la marine Song commandée par Zhang Shijie (en). 
Le lieu de la bataille se trouve vers Yamen, dans le district de Xinhui, en Chine.

## La bataille dans la fiction
- La Bataille de Yashan est une bande dessinée de Bo Lu sortie en 2017 en France.